# ناحیه شیزلونی
ناحیه شیزلونی (به لاتین: Shiselweni Region) یک منطقهٔ مسکونی در اسواتینی است که در اسواتینی واقع شده‌است. ناحیه شیزلونی ۳٬۷۸۶٫۷۱ کیلومتر مربع مساحت و ۲۰۴٬۱۱۱ نفر جمعیت دارد.